# ایدار میرزا (شاهزاده تمروک)
شاهزاده تمروک (۱۴۷۰ چرکس _ ۱۵۷۱ چرکس) با نام کامل میرزا عبدلله شاهزاده ایدار حیدر بیگ شاهزاده ای از چرکس و پدر ماه‌دوران سلطان (ملکه عثمانی)و پدر زن سلیمان یکم و پدربزرگ شاهزاده مصطفی نیز بود . او همچنین همسر نازجان خاتون دختر منگلی گیرای خان کریمه بود.